# Модоробо
Модоробо — деревня в Гайнском районе Пермского края. Входит в состав Гайнского сельского поселения. Располагается южнее районного центра, посёлка Гайны. Расстояние до районного центра составляет 7 км. По данным Всероссийской переписи населения 2010 года, в деревне проживало 6 человек (4 мужчины и 2 женщины).

## История
По данным на 1 июля 1963 года, в деревне проживало 94 человека. Населённый пункт входил в состав Даниловского сельсовета.